# Tour de Flandes 1993
El Tour de Flandes 1993 fou la 77a edició del Tour de Flandes. La cursa es disputà el 4 d'abril de 1993, amb inici a Sint-Niklaas i final a Meerbeke i un recorregut de 263 quilòmetres. El vencedor final fou el belga Johan Museeuw, que s'imposà a l'esprint a Frans Maassen. El tercer fou l'italià Dario Bottaro amb uns segons de distància.
Era la segona cursa de la Copa del Món de ciclisme de 1993.

## Classificació final
|    | Ciclista                  | Equip                     | Temps      |
| -- | ------------------------- | ------------------------- | ---------- |
| 1  | Johan Museeuw (BEL)       | GB-MG Maglificio-Bianchi  | 6h 33' 00" |
| 2  | Frans Maassen (NED)       | Wordperfect-Colnago-Decca | m. t.      |
| 3  | Dario Bottaro (ITA)       | Mecair-Ballan             | + 22"      |
| 4  | Marc Sergeant (BEL)       | Histor-Novemail           | + 33"      |
| 5  | Maximilian Sciandri (ITA) | Motorola-Merckx           | + 46"      |
| 6  | Franco Ballerini (ITA)    | GB-MG Maglificio-Bianchi  | m. t.      |
| 7  | Edwig Van Hooydonck (BEL) | Wordperfect-Colnago-Decca | m. t.      |
| 8  | Maurizio Fondriest (ITA)  | Lampre-Polti              | m. t.      |
| 9  | Olaf Ludwig (GER)         | Telekom-Merckx            | + 1' 03"   |
| 10 | Johan Capiot (BEL)        | TVM-Bison Kit             | m. t.      |